# ماجيك جونسون
إيرفين «ماجيك» جونسون جونيور (من مواليد 14 أغسطس 1959) هو لاعب كرة سلة أمريكي محترف سابق والرئيس السابق لعمليات كرة السلة في لوس أنجلوس ليكرز التابع للاتحاد الوطني لكرة السلة (NBA). غالبًا ما يُنظر إليه على أنه أعظم حارس نقاط في كل العصور، لعب جونسون 13 موسمًا مع فريق ليكرز وتم تكريمه كواحد من أعظم 50 لاعباً في تاريخ الدوري الأمريكي للمحترفين في عام 1996 وتم اختياره لفريق الذكرى 75 للإن بي أي في عام 2021. بعد فوزه بالبطولات في المدرسة الثانوية والكلية، تم اختيار جونسون لأول مرة بشكل عام في مسودة الدوري الأمريكي للمحترفين عام 1979 من قبل ليكرز. فاز ببطولة وجائزة أفضل لاعب في نهائيات الدوري الأمريكي للمحترفين في موسمه الصاعد، وفاز بأربع بطولات أخرى مع ليكرز خلال الثمانينيات. تقاعد جونسون فجأة في عام 1991 بعد إعلانه عن إصابته بفيروس نقص المناعة البشرية، لكنه عاد للعب في مباراة كل-النجوم لعام 1992، وفاز بجائزة اللاعب الأكثر قيمة في مباراة كل-النجوم. بعد احتجاجات من زملائه اللاعبين، اعتزل مرة أخرى لمدة أربع سنوات، لكنه عاد في عام 1996، عن عمر يناهز 36 عامًا، ليلعب 32 مباريات ليكرز قبل اعتزاله للمرة الثالثة والأخيرة.
تشمل إنجازات جونسون المهنية ثلاث جوائز إن بي أي اللاعب الأكثر قيمة، وتسعة نهائيات إن بي أي، و 12 مباراة كل-النجوم، و 10 ترشيحات للفريق الأول والثاني من فريق الكل-إن بي أي. قاد الدوري في الموسم العادي بالتمريرات أربع مرات، وهو زعيم الدوري الأمريكي للمحترفين في كل العصور في متوسط التمريرات لكل لعبة، بمعدل 11.2. كان جونسون عضوًا في فريق كرة السلة الأولمبي للولايات المتحدة عام 1992 («فريق الأحلام»)، الذي فاز بالميدالية الذهبية الأولمبية في عام 1992. بعد مغادرة الدوري الأمريكي للمحترفين في عام 1992، شكل جونسون فريق ماجيك جونسون أول ستارز، وهو فريق متجول سافر حول العالم لممارسة الألعاب الاستعراضية.
أصبح جونسون مجندًا مرتين في قاعة نايسميث التذكارية لمشاهير كرة السلة - حيث تم تكريمه في عام 2002 لمسيرته الفردية، ومرة أخرى في عام 2010 كعضو في «فريق الأحلام». تم توثيق صداقته وتنافسه مع نجم بوسطن سيلتيكس لاري بيرد، الذي واجهه في نهائيات الرابطة الوطنية لرياضة الجامعة عام 1979 وثلاث سلاسل من بطولات إن بي أي.
منذ تقاعده، كان جونسون مدافعًا عن الوقاية من فيروس نقص المناعة البشرية/الإيدز والجنس الآمن، بالإضافة إلى كونه رائد أعمال، فاعل خير، مذيع ومتحدث تحفيزي. ساعد إعلانه العلني عن إصابته بفيروس نقص المناعة البشرية في عام 1991 في تبديد الصورة النمطية، التي كانت لا تزال منتشرة على نطاق واسع في ذلك الوقت، بأن فيروس نقص المناعة البشرية كان "مرضًا مثليًا" ولا داعي بأن يقلق المغايرين بشأنه؛ تمت الإشادة بشجاعته في إصدار هذا الإعلان على نطاق واسع. صنفته مجلة إبوني كواحد من أكثر رجال الأعمال السود نفوذاً في أمريكا في عام 2009، ولدى جونسون العديد من المصالح التجارية، وكان مالكًا جزئيًا لليكرز لعدة سنوات. جونسون أيضًا جزء من مجموعة من المستثمرين الذين اشتروا لوس أنجلوس دودجرز في عام 2012 ولوس أنجلوس سباركس في عام 2014. خلال ملكية جونسون للفريقين، فاز سباركس ببطولة إن بي أي النسائية 2016، وفاز دودجرز ببطولة العالم لعام 2020. بين مسيرته في اللعب وممارسة الرياضة، حصل جونسون على 10 بطولات في الدوري الأمريكي للمحترفين، خمس كل منها كلاعب ولاحقًا كمالك أقلية لفريق ليكرز.

## حياة مبكرة
وُلد إيرفين جونسون جونيور في لانسينغ بولاية ميشيغان لعامل تجميع جنرال موتورز إيرفين الأب وبوابة المدرسة كريستين. جونسون، الذي كان لديه ستة أشقاء وثلاثة أشقاء غير أشقاء من زواج والده السابق، تأثر بأخلاقيات عمل والديه القوية. أمضت والدته ساعات طويلة بعد العمل كل ليلة في تنظيف منزلهم وإعداد وجبات اليوم التالي، بينما كان والده يقوم بأعمال تنظيف في ساحة سيارات مستعملة وجمع القمامة، كل ذلك بينما لم يفوته يومًا واحدًا في جنرال موتورز. كان جونسون كثيرًا ما يساعد والده في طريق القمامة، وكان يضايقه أطفال الحي الذين أطلقوا عليه لقب «رجل القمامة».
أصبح جونسون يحب كرة السلة عندما كان شابًا. كان لاعب كرة السلة المفضل لديه هو بيل راسل، الذي أعجب به في لإحرازه العديد من البطولات أكثر من قدرته الرياضية. كما كان يحب اللاعبين مثل إيرل مونرو وماركس هاينز، وكان يتدرب «طوال اليوم». جاء جونسون من عائلة رياضية. لعب والده كرة السلة في المدرسة الثانوية في ولاية ميسيسيبي مسقط رأسه، وتعلم جونسون منه أدق النقاط حول اللعبة. والدة جونسون، وهي في الأصل من ولاية كارولينا الشمالية، كانت تلعب كرة السلة أيضًا عندما كانت طفلة، وترعرعت وهي تشاهد أشقائها يلعبون اللعبة.
بحلول الوقت الذي وصل فيه إلى الصف الثامن، بدأ جونسون في التفكير في مستقبل كرة السلة. لقد أصبح لاعبًا صغيرًا مهيمنًا، حيث سجل مرة واحدة 48 نقطة في المباراة. كان جونسون يتطلع إلى اللعب في مدرسة سيكستون الثانوية، وهي مدرسة بها فريق كرة سلة ناجح للغاية وتاريخ كان على بعد خمس بنايات فقط من منزله. خضعت خططه لتغيير جذري عندما علم أنه سيتم نقله إلى مدرسة إيفريت الثانوية ذات الغالبية البيضاء بدلاً من الذهاب إلى سيكستون، والتي كانت في الغالب من السود. كانت بيرل أخت جونسون وشقيقه لاري قد سافروا إلى إيفريت في العام السابق ولم يكن لديهم تجربة ممتعة. ووقعت حوادث عنصرية، حيث تم إلقاء الحجارة على حافلات تقل طلاب سود ورفض الآباء البيض إرسال أطفالهم إلى المدرسة. تم طرد لاري من فريق كرة السلة بعد مواجهة أثناء التدريب، مما دفعه إلى التوسل لأخيه بعدم اللعب. انضم جونسون إلى فريق كرة السلة لكنه غضب بعد عدة أيام عندما تجاهله زملاؤه الجدد أثناء التدريب، ولم يمرروا الكرة إليه. كاد أن يتشاجر مع لاعب آخر قبل أن يتدخل المدرب جورج فوكس. في النهاية، قبل جونسون وضعه، ونظرت إليه مجموعة صغيرة من الطلاب السود على أنه قائدهم. عندما يتذكر الأحداث في سيرته الذاتية، حياتي (My Life)، تحدث عن كيف غيّره الوقت الذي قضاه في إيفريت:
عندما أنظر إلى الوراء اليوم، أرى الصورة بأكملها بشكل مختلف تمامًا. صحيح أنني كرهت تفويت فرصة الذهاب لمدرسة سيكستون، وفي الأشهر القليلة الأولى، كنت بائسًا في إيفريت. لكن اتضح أن النقل بالحافلة إلى إيفريت كان أحد أفضل الأشياء التي حدثت لي على الإطلاق. لقد أخرجني من عالمي الصغير وعلمني كيف أفهم البيض، وكيف أتواصل وأتعامل معهم.
أُطلق على جونسون لأول مرة لقب «ماجيك (السحري)» عندما كان طالبًا في السنة الثانية يبلغ من العمر 15 عامًا يلعب في مدرسة إيفريت الثانوية، عندما سجل ثلاثية مضاعفة من 36 نقطة، 18 متابعات، و 16 صناعة. بعد المباراة، منحه فريد ستابلي جونيور، وهو كاتب رياضي في صحيفة لانسينغ ستيت جورنال، اللقب على الرغم من اعتقاد والدة جونسون، وهي مسيحية متدينة، بأن الاسم كان تدنيسًا للأديان. في آخر موسم له في المدرسة الثانوية، قاد جونسون إيفريت إلى سجل فوز وخسارة 27-1 بينما كان متوسطه 28.8 النقاط و 16.8 ريباوند في المباراة الواحدة، وأخذ فريقه للفوز في الوقت الإضافي في مباراة بطولة الولاية. أهدى جونسون فوز البطولة لأفضل صديق له ريجي تشاستين، الذي قُتل في حادث سيارة الصيف السابق. لقد أعطى تشاستين الكثير من الفضل في تطويره كلاعب كرة سلة وكإنسان، وقال بعد سنوات، «لقد شككت في نفسي في ذلك الوقت.» كان جونسون وشاستين دائمًا معًا تقريبًا، يلعبان كرة السلة أو يتجولان في سيارة تشاستين. عند علمه بوفاة شاستين، هرب ماجيك من منزله، وهو يبكي بلا حسيب ولا رقيب. جونسون، الذي أنهى مسيرته في المدرسة الثانوية باثنين من اختيارات كل الولايات، كان يُعتبر في ذلك الوقت أفضل لاعب في المدرسة الثانوية يخرج من ميشيغان وعُيِّن أيضًا في فريق ماكدونالدز أول-أميريكان عام 1977.

## إرث الدوري الأمريكي للمحترفين

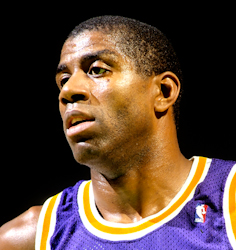
جونسون مع ليكرز، تقريبًا 1987

في 905 في مباريات الدوري الأمريكي للمحترفين، بلغ جونسون 17,707 نقطة 6,559 ريباوند و 10,141 مساعدة، ويترجم إلى متوسطات مهنية تبلغ 19.5 نقطة، 7.2 المرتدة، و 11.2 تمريرات حاسمة لكل لعبة، وهي أعلى تمريرات حاسمة في المتوسط في تاريخ الدوري الأمريكي للمحترفين. يشارك جونسون الرقم القياسي في المباراة الواحدة للتمريرات الحاسمة (24)، يحمل الرقم القياسي للنهائيات للمساعدة في المباراة (21)، ولديه أكبر عدد من التمريرات الحاسمة (2,346). إنه اللاعب الوحيد الذي حقق متوسط 12 تمريرة حاسمة في سلسلة نهائيات الدوري الأمريكي للمحترفين، وحقق ذلك ست مرات. وهو يحمل الرقم القياسي المسجل في مباراة كل-النجوم واحدة في التمريرات الحاسمة (22)، وسجل قياسي في مبارايات كل-النجوم في التمريرات الحاسمة (127).
قدم جونسون أسلوبًا سريع الخطى لكرة السلة يسمى «شوتايم»، والذي يوصف بأنه مزيج من «التمريرات غير المرئية من الفاست بريك (هجوم مرتد سريع جدًا)، ونقطة آلاي-أووبس (صناعة هدف عن طريق رمي الكرة باتجاه السلة) من منتصف الملعب، والدواران والتمريرات السريعة تحت السلة من خلال الدفاع المزدوج.» قال مايكل كوبر، زميل ليكرز، «كانت هناك أوقات كان فيها [جونسون] قد رمى التمريرات ولم أكن متأكدًا إلى أين يتجه. ثم أمسك أحد اللاعبين بالكرة وأحرز هدفًا، وركضت للخلف على الأرض مقتنعًا أنه لا بد أنه رمى الكرة من خلال شخص ما.» يمكن لجونسون أن يسيطر على المباراة دون أن يسجل، ويدير المخالفة ويوزع الكرة ببراعة. في نهائيات الدوري الأمريكي للمحترفين عام 1982، حصل على جائزة أفضل لاعب في النهائيات بمتوسط 16.2 نقطة فقط، وهو أدنى متوسط لأي حائز على جائزة أفضل لاعب في النهائيات في حقبة التسديد المكونة من ثلاث نقاط.
كان جونسون استثنائيًا لأنه لعب دور حارس على الرغم من كونه 6 قدم 9 في (2.06 م)، وهو حجم مخصص للاعبي الساحة الأمامية. تضعه الـ138 لعبة ثلاثية مزدوجة في المركز الثالث على الإطلاق خلف أوسكار روبرتسون ورسل ويستبروك. جونسون هو اللاعب الوحيد في تاريخ نهائيات الدوري الأمريكي للمحترفين الذي حقق ثنائيات ثلاثية في عدة مباريات متتالية.
بالنسبة لإنجازاته، تم التصويت لجونسون كواحد من أعظم 50 لاعبًا في كل العصور من قبل الرابطة الوطنية لكرة السلة في عام 1996، وتم اختياره لفريق الذكرى 75 للإن بي أي في عام 2021. قامت قاعة نايسميث التذكارية لمشاهير كرة السلة بإدخاله في عام 2002. صنفت سبورتس سينشري التابعة لإي إس بي إن جونسون في المركز 17 في «أعظم 50 رياضيًا في القرن العشرين» في عام 2006، صنفت قناة إي إس بي إن.كوم جونسون كأفضل حارس على الإطلاق، قائلة، «يمكن القول إنه اللاعب الوحيد في الدوري الأمريكي للمحترفين التاريخ الذي كان أفضل من مايكل جوردان». كما أدرج تقرير بليتشر جونسون في المرتبة الأولى في تصنيفات حراس النقاط في الدوري الأمريكي للمحترفين على الإطلاق. كما تم تصنيف العديد من إنجازاته في الألعاب الفردية ضمن أفضل اللحظات في الدوري الأمريكي للمحترفين. في حفل توزيع جوائز إن بي أي 2019، حصل جونسون على جائزة إن بي أي لايف تايم (مشتركة مع لاري بيرد).

## التنافس مع لاري بيرد

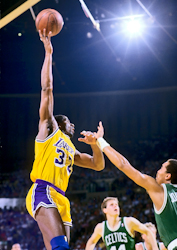
جونسون ضد سلتكس في نهائيات الدوري الأمريكي للمحترفين عام 1987

تم ربط جونسون وبيرد لأول مرة كمنافسين بعد أن هزم فريق ولاية ميشيغان التابع لجونسون فريق بيردز إنديانا ستيت في نهائيات الرابطة الوطنية لرياضة الجامعات عام 1979. استمر التنافس في الدوري الأمريكي للمحترفين، ووصل إلى ذروته عندما التقى بوسطن ولوس أنجلوس في ثلاثة من أصل أربعة نهائيات الدوري الأمريكي للمحترفين من 1984 إلى 1987، مع فوز ليكرز 2 من أصل 3 نهائيات. وأكد جونسون أن الموسم العادي المكون من 82 مباراة كان يتألف من 80 مباراة عادية ومباراتين ليكرز وسيلتيكس. وبالمثل، اعترف بيرد بأن صندوق نتيجة جونسون اليومي كان أول شيء يتحقق منه في الصباح.
افترض العديد من الصحفيين أن التنافس بين جونسون - بيرد كان جذابًا للغاية لأنه يمثل العديد من التناقضات الأخرى، مثل الصدام بين ليكرز وسيلتيكس، بين بريق هوليوود «شوتايم (وقت العرض)» وعزم ذوي الياقات الزرقاء في بوسطن / إنديانا «سلتيك برايد (فخر السلتيك)» وبين السود والبيض. كان التنافس مهمًا أيضًا لأنه لفت الانتباه الوطني إلى الدوري الأمريكي للمحترفين المتعثر. قبل وصول جونسون وبيرد، كان الدوري الأمريكي للمحترفين قد مر بعقد من تراجع الاهتمام وتصنيفات التلفزيون المنخفضة. مع اثنين من قاعة المشاهير المستقبليين، فاز الدوري بجيل كامل من المعجبين الجدد، وجذب كل من أتباع لعبة بيرد الترابية في إنديانا وأولئك الذين يقدرون أسلوب حديقة جونسون العامة. وفقًا للصحافي الرياضي لاري شوارتز من إي إس بي إن، أنقذ جونسون وبيرد الدوري الأمريكي للمحترفين من الإفلاس.
على الرغم من التنافس في الملعب، أصبح جونسون وبيرد صديقين مقربين أثناء تصوير إعلان حذاء كونفيرس عام 1984 والذي صورهما كأعداء. ظهر جونسون في حفل تقاعد بيرد في عام 1992، ووصف بيرد بأنه «صديق إلى الأبد»؛ خلال احتفال قاعة المشاهير لجونسون، أدخل بيرد رسميًا خصمه القديم.
في عام 2009، تعاون جونسون وبيرد مع الصحفية جاكي ماك مولان في كتاب غير خيالي بعنوان عندما كانت اللعبة لنا. يعرض الكتاب تفاصيل التنافس في الملعب والصداقة مع بعضهما البعض. في العام التالي، طورت إتش بي أو فيلمًا وثائقيًا عن تنافسهم بعنوان ماجيك و بيرد: تودد المنافسين، والذي أخرجه عزرا إيدلمان.

## الإعلان عن الإصابة بفيروس نقص المناعة البشرية والألعاب الأولمبية
بعد فحص جسدي قبل موسم الدوري الأمريكي للمحترفين 1991-1992، اكتشف جونسون أنه أُثبت إصابته بفيروس نقص المناعة البشرية. في مؤتمر صحفي عقد في 7 نوفمبر 1991، أصدر جونسون إعلانًا عامًا بأنه سيتقاعد على الفور. وذكر أن زوجته كوكي وطفلهما الذي لم يولد بعد لم يصابا بفيروس نقص المناعة البشرية، وأنه سيكرس حياته «لمحاربة هذا المرض الفتاك».
قال جونسون في البداية إنه لا يعرف كيف أصيب بالمرض، لكنه اعترف لاحقًا أنه كان من خلال وجود العديد من الشركاء الجنسيين خلال مسيرته المهنية. اعترف بوجود «حريم من النساء» وتحدث بصراحة عن أنشطته الجنسية لأنه «كان مقتنعا بأن المغايرين جنسيًا بحاجة إلى معرفة أنهم هم أيضا في خطر». في ذلك الوقت، كانت نسبة صغيرة فقط من الرجال الأمريكيين الحاملين لفيروس نقص المناعة البشرية قد أصيبوا به من الجنس المغاير، وسرت شائعات في البداية أن جونسون كان مثليًا أو ازدواجي الجنس، على الرغم من أنه نفى كليهما. واتهم جونسون فيما بعد إيسياه توماس بنشر الشائعات، وهو ادعاء نفاه توماس.
أصبح إعلان جونسون عن فيروس نقص المناعة البشرية قصة إخبارية رئيسية في الولايات المتحدة، في عام 2004 تم اختيار إعلانه كسابع أكثر لحظة لا تنسى في الـ 25 عامًا الماضية. أشادت العديد من المقالات بجونسون كبطل، وقال الرئيس الأمريكي آنذاك جورج بوش الأب، «بالنسبة لي، ماجيك بطل، وبطل لكل من يحب الرياضة».
على الرغم من تقاعده، تم التصويت لجونسون من قبل المشجعين كبداية لمباراة إن بي أي كل-النجوم لعام 1992 في ملعب أورلاندو أرينا، على الرغم من أن زملائه السابقين بايرون سكوت وإيه سي غرين قالوا إن جونسون لا ينبغي له أن يلعب، والعديد من لاعبي الدوري الأمريكي للمحترفين، بما في ذلك مهاجم فريق يوتاه جاز كارل مالون، جادل بأنهم سيكونون عرضة لخطر التلوث إذا أصيب جونسون بجرح مفتوح أثناء وجوده في الملعب. قاد جونسون الغرب إلى 153-113 فوز وتوج بجائزة أفضل لاعب في مباراة كل-النجوم بعد تسجيل 25 نقاط، 9 مساعدة، و 5 إرتدادات. انتهت المباراة بعد أن سجل في الدقيقة الأخيرة ثلاثية، وركض لاعبون من كلا الفريقين إلى الملعب لتهنئة جونسون.
تم اختيار جونسون للمنافسة في دورة الألعاب الأولمبية الصيفية لبرشلونة عام 1992 لصالح المنتخب الوطني الأمريكي، والذي أطلق عليه اسم «فريق الأحلام» بسبب وجود نجوم الدوري الأمريكي للمحترفين في القائمة. فريق الأحلام، الذي ضم إلى جانب جونسون زملاؤه في قاعة المشاهير مثل مايكل جوردان، تشارلز باركلي، ولاري بيرد؛ كان يعتبر فريق لا يهزم. بعد التأهل للأولمبياد بميدالية ذهبية في بطولة الأمريكتين عام 1992، سيطر فريق الأحلام على المنافسة الأولمبية، وفاز بالميدالية الذهبية برصيد 8-0، متغلبًا على خصومهم بمتوسط 43.8 نقطة في المباراة الواحدة. . بلغ متوسط نقاط جونسون 8.0 نقاط في المباراة الواحدة خلال الأولمبياد، وكان 5.5 تمريراته الحاسمة في المباراة الثانية على الفريق. لم يلعب جونسون بشكل متكرر بسبب مشاكل في الركبة،  لكنه تلقى تصفيقًا حارًا من الجمهور، واستغل الفرصة لإلهام الأشخاص المصابين بفيروس نقص المناعة البشرية.

## خارج كرة السلة

### حياة شخصية

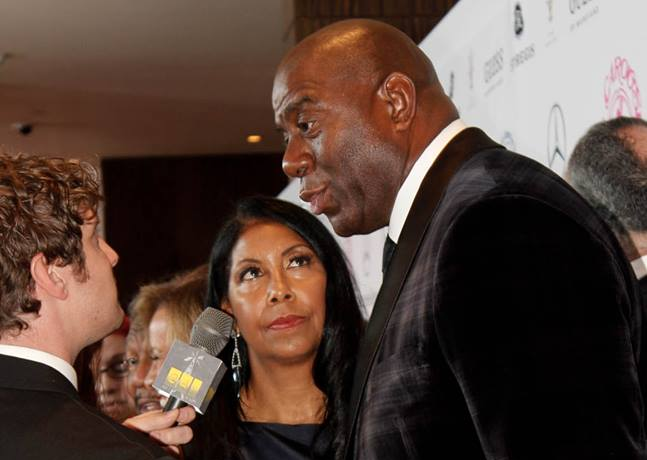
جونسون مع زوجته كوكي عام 2014

جونسون أصبح أب لأول مرة ولداً في عام 1981، عندما ولد أندريه جونسون لميليسا ميتشل. على الرغم من أن والدته نشأت أندريه، فقد كان يزور جونسون كل صيف، ثم عمل لاحقًا في شركة مشاريع ماجيك جونسون كمدير تسويق. في عام 1991، تزوج جونسون من إيرليثا «كوكي» كيلي في حفل زفاف صغير في لانسينغ ضم الضيوف توماس وأغيري وهيرب ويليامز. جونسون وكوكي لديهما ابن واحد، إيرفين الثالث ("EJ")، وهو مثلي الجنس بشكل علني ونجم في برنامج الواقع ريتش كيدز أوف بيفرلي هيلز. تبنى الزوجان ابنة، إليزا، عام 1995. يسكن جونسون في بيفرلي هيلز، ويملك بيتًا لقضاء العطلات في دانا بوينت، كاليفورنيا.
جونسون مسيحي وقد قال إن إيمانه هو «أهم شيء» في حياته.
في عام 2010، لعب ماجيك جونسون ولاعبو إن بي أي الحاليون والسابقون مثل ليبرون جيمس، دواين وايد، بيل راسل، بالإضافة إلى مايا مور من الاتحاد الوطني لكرة السلة النسائية، لعبة كرة سلة مع الرئيس باراك أوباما كمعرض لمجموعة من القوات العسكرية التي أصيبت أثناء العمل. تم لعب المباراة في صالة ألعاب رياضية داخل فورت ماكنير، ولم يُسمح للمراسلين الذين يغطون أعمال الرئيس بالدخول. كانت مباراة كرة السلة جزءًا من الاحتفالات التي نُظمت للاحتفال بعيد ميلاد أوباما التاسع والأربعين.

### العلاقة مع جيري بوس
كان ماجيك جونسون على علاقة وثيقة للغاية مع مالك ليكرز جيري بوس، الذي رآه مرشدًا وشخصية أب بالنسبة له. دعا جونسون بوس «والده الثاني» و «أحد أصدقائه المقربين»، أمضى خمس ساعات في زيارة بوس في المستشفى قبل أشهر قليلة من وفاته بالسرطان. في حديثه لوسائل الإعلام بعد ساعات قليلة من وفاة بوس، كان جونسون عاطفيًا، قائلاً، «بدون دكتور جيري بوس، لا يوجد ماجيك.» استحوذ بوس على الفريق من جاك كينت كوكي في عام 1979، قبل وقت قصير من صياغة جونسون مع الاختيار الأول في مسودة إن بي أي 1979. اهتم بوس بجونسون بشكل خاص، حيث قدمه إلى جهات الاتصال التجارية المهمة في لوس أنجلوس وأظهر له كيفية إدارة منظمة ليكرز، قبل أن يبيع جونسون في النهاية حصة في الفريق في عام 1994. ينسب جونسون الفضل إلى بوس في إعطائه المعرفة التجارية التي مكنته من أن يصبح مالكًا جزئيًا للوس أنجلوس دودجرز.
دعم بوس جونسون عندما كشف عن تشخيصه بفيروس نقص المناعة البشرية في عام 1991، ولم يتردد أبدًا في إبقاء جونسون قريبًا من المنظمة، وإحضاره كمالك جزئي، وحتى كمدرب. لم يفكر جونسون أبدًا في التدريب بجدية، لكنه وافق على تولي منصب المدير الفني لفريق ليكرز في عام 1994 بناءً على طلب بوس. في عام 1992، كان بوس قد منح جونسون عقدًا يدفع له 14 مليون دولار سنويًا، كتعويض عن كل السنوات التي لم يكن فيها اللاعب الأعلى أجراً في الدوري. على الرغم من أن تقاعد جونسون قبل موسم إن بي أي 1992-93 ألغى هذا العقد، أصر بوس على أنه لا يزال يحصل على أجره. كان هذا الترتيب هو الذي سمح لجونسون بتدريب الفريق دون الحصول على أي راتب إضافي. بعد أن أنهى جونسون فترة تدريبه، باعه بوس حصة 4 ٪ في ليكرز مقابل 10 ملايين دولار، وعمل جونسون كمدير تنفيذي للفريق.

### شخصية إعلامية واهتمامات تجارية

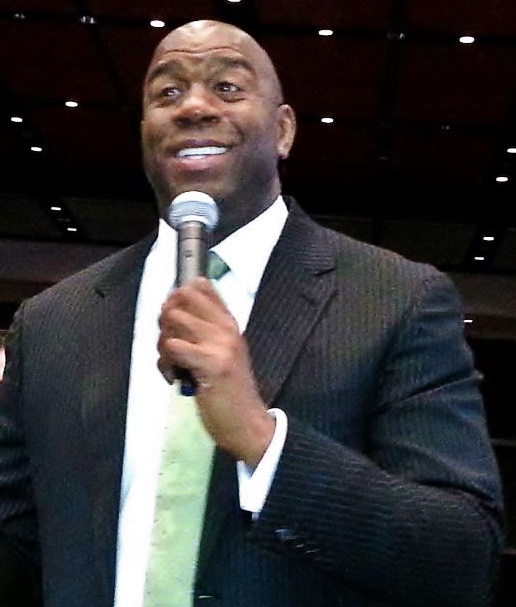
جونسون يلقي خطابًا في مركز مؤتمرات جورج آر براون في هيوستن، تكساس في 25 أبريل 2013.

في عام 1997، وقعت شركة إنتاجه ماجيك جونسون الترفيهية صفقة مع شركة فوكس. في عام 1998، استضاف جونسون برنامجًا حواريًا في وقت متأخر من الليل على شبكة فوكس يسمى ذا ماجيك أور (الساعة السحرية)، ولكن تم إلغاء العرض بعد شهرين بسبب انخفاض التقييمات. بعد وقت قصير من إلغاء برنامجه الحواري ، بدأ ماجيك جونسون شركة تسجيل. تمت إعادة تسمية العلامة، التي كانت تسمى في البداية ماجيك 32 ريكوردز، باسم ماجيك جونسون ميوزك عندما وقع جونسون مشروعًا مشتركًا مع تسجيلات إم سي أي في عام 2000. وقعت تسجيلات ماجيك جونسون ميوزيك مع فنان آر أند بي، أفانت، كأول عمل لها. شارك جونسون أيضًا في الترويج لجولة جانيت جاكسون في فيلم فيلفيت روب تور من خلال شركته ماجيك وركس. وقد عمل أيضًا كمتحدث تحفيزي، وكان معلقًا في إن بي أي في شبكة تيرنر التلفزيونية لمدة سبع سنوات، قبل أن يصبح محلل استوديو في قناة إي إس بي إن مع برنامج إن بي أي العد التنازلي في عام 2008.
يدير جونسون شركة ماجيك جونسون إنتربريسيز، وهي شركة تكتل يبلغ صافي ثروتها 700 دولار مليون؛ تشمل الشركات التابعة لها شركة ماجيك جونسون برودكشنز، وهي شركة ترويجية؛ مسارح ماجيك جونسون، وهي سلسلة من دور السينما على مستوى البلاد؛ وماجيك جونسون إنترتينمنت، استوديو أفلام. بالإضافة إلى هذه المشاريع التجارية، قام جونسون أيضًا بإنشاء ماجيك كارد، وهي بطاقة ماستركارد مدفوعة مسبقًا تهدف إلى مساعدة الأشخاص ذوي الدخل المنخفض على توفير المال والمشاركة في التجارة الإلكترونية. في عام 2006، أنشأ جونسون خدمة طعام تعاقدية مع شركة سوديكسو يو إس أي تسمى سوديكسو-ماجيك. في عام 2004، باع جونسون وشريكه كين لومبارد ماجيك لشركة لو سنبلكس إنترتينمنت ‏ في عام 2004. يقع أول مسرح ماجيك جونسون في بالدوين هيلز كرِنشو بلازا، وأغلق في عام 2010 وأعيد افتتاحه في 2011 باسم رَيّف سينما 15. في عام 2012، أطلق جونسون شبكة تلفزيون الكابل تسمى أسباير، والتي تتميز ببرامج تستهدف الجماهير السوداء، على غرار شبكات مثل بلاك إنترتينمت تيلفيجن (BET) وتي في ون.
بدأ جونسون يفكر في الحياة بعد كرة السلة بينما كان لا يزال يلعب مع ليكرز. تساءل عن سبب فشل العديد من الرياضيين في العمل ، وطلب المشورة. خلال موسمه السابع في الدوري الأمريكي للمحترفين، اجتمع مع مايكل أوفيتز، الرئيس التنفيذي لوكالة فنانون مبدعون (Creative Artists Agency). شجعه أوفيتز على البدء في قراءة مجلات الأعمال واستخدام كل اتصال متاح له. تعلم جونسون كل ما في وسعه عن الأعمال التجارية، وغالبًا ما كان يجتمع مع المديرين التنفيذيين للشركات أثناء الرحلات البرية. غزوة جونسون الأولى في مجال الأعمال التجارية، وهو متجر للسلع الرياضية الراقية اسمه ماجيك 32، فشل بعد عام واحد فقط، وكلفه 200 ألف دولار. علمته التجربة الاستماع إلى عملائه ومعرفة المنتجات التي يريدونها. أصبح جونسون صوتًا رائدًا في كيفية الاستثمار في المجتمعات الحضرية، وخلق فرص إعادة التطوير في المناطق المحرومة، وعلى الأخص من خلال دور السينما الخاصة به وشراكته مع ستاربكس. ذهب إلى الرئيس التنفيذي لشركة ستاربكس هوارد شولتز بفكرة أنه يمكنه فتح المقاهي بنجاح في المناطق الحضرية. بعد إظهار شولتز القوة الشرائية الهائلة للأقليات، تمكن جونسون من شراء 125 متجرًا لستاربكس، والتي سجلت مبيعات أعلى من متوسط نصيب الفرد. وضعت الشراكة، المسماة فرص قهوة حضرية (Urban Coffee Opportunities)، ستاربكس في مواقع مثل ديترويت وواشنطن العاصمة وهارلم ومنطقة كرينشو في لوس أنجلوس. باع جونسون حصته المتبقية في المتاجر إلى الشركة في عام 2010، منهياً شراكة ناجحة استمرت اثني عشر عامًا. كما قام باستثمارات في العقارات الحضرية من خلال صناديق كانيون-جونسون ويوكايبا-جونسون. مشروع كبير آخر مع شركة خدمات التأمين آيون كورب. في 2005-2007، كان جونسون جزءًا من نقابة اشترت برج ويليامزبرج للتوفير، ثم أطول مبنى في بروكلين، مقابل 71 مليون دولار، وحولت المبنى الذي يبلغ ارتفاعه 512 قدمًا من مبنى مكاتب إلى وحدات سكنية فاخرة.
في عام 1990، حصل جونسون وإيرل جريفز الأب على مصلحة كبيرة في عملية تعبئة زجاجات بيبسيكو بواشنطن العاصمة، مما يجعلها أكبر منشأة مملوكة للشركة للأقلية في الولايات المتحدة دفع أكثر من 10 مليون دولار للملكية الجزئية. كما حصل على لقب نائب رئيس الفريق. باع جونسون حصته في ملكيته في ليكرز في أكتوبر 2010 إلى باتريك سون شيونغ، جراح لوس أنجلوس وأستاذ في جامعة كاليفورنيا، لكنه استمر كنائب رئيس غير مدفوع الأجر للفريق. في فبراير 2017، عاد جونسون إلى ليكرز كمستشار لجيني بوس.
في أعقاب جدل دونالد ستيرلنج، أشارت تقارير إعلامية محدودة إلى أن جونسون أبدى اهتمامًا بشراء امتياز لوس أنجلوس كليبرز.
في عام 2015، أكمل جونسون عملية الاستحواذ المخطط لها لـ «حصة أغلبية مسيطرة» في شركة إيكويترست لايف إنشورانس (EquiTrust Life Insurance Company)، التي تدير 14.5 مليار دولار من الأقساط السنوية والتأمين على الحياة ومنتجات مالية أخرى.
وهو مستثمر في أكزيوماتيك إي سبورت (aXiomatic eSports)، الشركة المالكة لشركة تيم ليكويد.

### سياسة

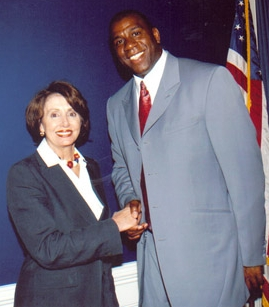
في عام 2003، التقى جونسون مع نانسي بيلوسي لمناقشة المساعدة الفيدرالية للمصابين بالإيدز.

جونسون من أنصار الحزب الديمقراطي. في عام 2006، أيد علنًا فيل أنجيليدس لمنصب حاكم كاليفورنيا، في عام 2007 دعم هيلاري كلينتون في حملتها الرئاسية، وفي عام 2010 أيد باربرا بوكسر في سباقها لإعادة انتخابها لمجلس الشيوخ الأمريكي. في عام 2012، أيد باراك أوباما لمنصب الرئيس. أيد وظهر في إعلانات الحملة لمرشحة بلدية لوس أنجلوس غير الناجحة ويندي جريويل في عام 2013. في عام 2015، أيد مرة أخرى هيلاري كلينتون في حملتها الرئاسية الثانية. استضاف حملة لجمع التبرعات لحملة هيلاري كلينتون الرئاسية في 22 أغسطس 2016.

### نشاط مختص بفيروس نقص المناعة البشرية
بعد الإعلان عن إصابته في نوفمبر 1991، أنشأ جونسون مؤسسة ماجيك جونسون للمساعدة في مكافحة فيروس نقص المناعة البشرية، على الرغم من أنه قام فيما بعد بتنويع المؤسسة لتشمل أهدافًا خيرية أخرى. في عام 1992، انضم إلى اللجنة الوطنية لمكافحة الإيدز، وهي لجنة عينها أعضاء في الكونغرس وإدارة بوش. غادر جونسون بعد ثمانية أشهر، قائلاً إن البيت الأبيض «تجاهل تمامًا» عمل اللجنة، وعارض توصيات اللجنة، التي تضمنت الرعاية الصحية الشاملة وتوسيع برنامج ميدكيد ليشمل جميع الأشخاص ذوي الدخل المنخفض المصابين بالإيدز. كما كان المتحدث الرئيسي في مؤتمر الأمم المتحدة لليوم العالمي للإيدز في عام 1999، وعمل كرسول سلام للأمم المتحدة.
ارتبط فيروس نقص المناعة البشرية بمستخدمي المخدرات عن طريق الحقن والمثليين جنسياً، لكن حملات جونسون سعت لإظهار أن خطر الإصابة لم يكن مقصورًا على تلك المجموعات. صرح جونسون أن هدفه كان «المساعدة في تثقيف جميع الناس حول ما يدور حوله [فيروس نقص المناعة البشرية]» وتعليم الآخرين عدم «التمييز ضد الأشخاص المصابين بفيروس نقص المناعة البشرية والإيدز». تم انتقاد جونسون في وقت لاحق من قبل مجتمع الإيدز بسبب مشاركته المنخفضة في نشر انتشار المرض.
لمنع انتقال عدوى فيروس نقص المناعة البشرية إلى الإيدز، يتناول جونسون مزيجًا يوميًا من الأدوية. قام بالإعلان عن أدوية جلاكسو سميث كلاين، ودخل في شراكة مع أبوت لابوراتوريز للإعلان عن مكافحة الإيدز في مجتمعات الأمريكيين من أصل أفريقي.

## الجوائز والتكريمات
الدوري الأمريكي للمحترفين

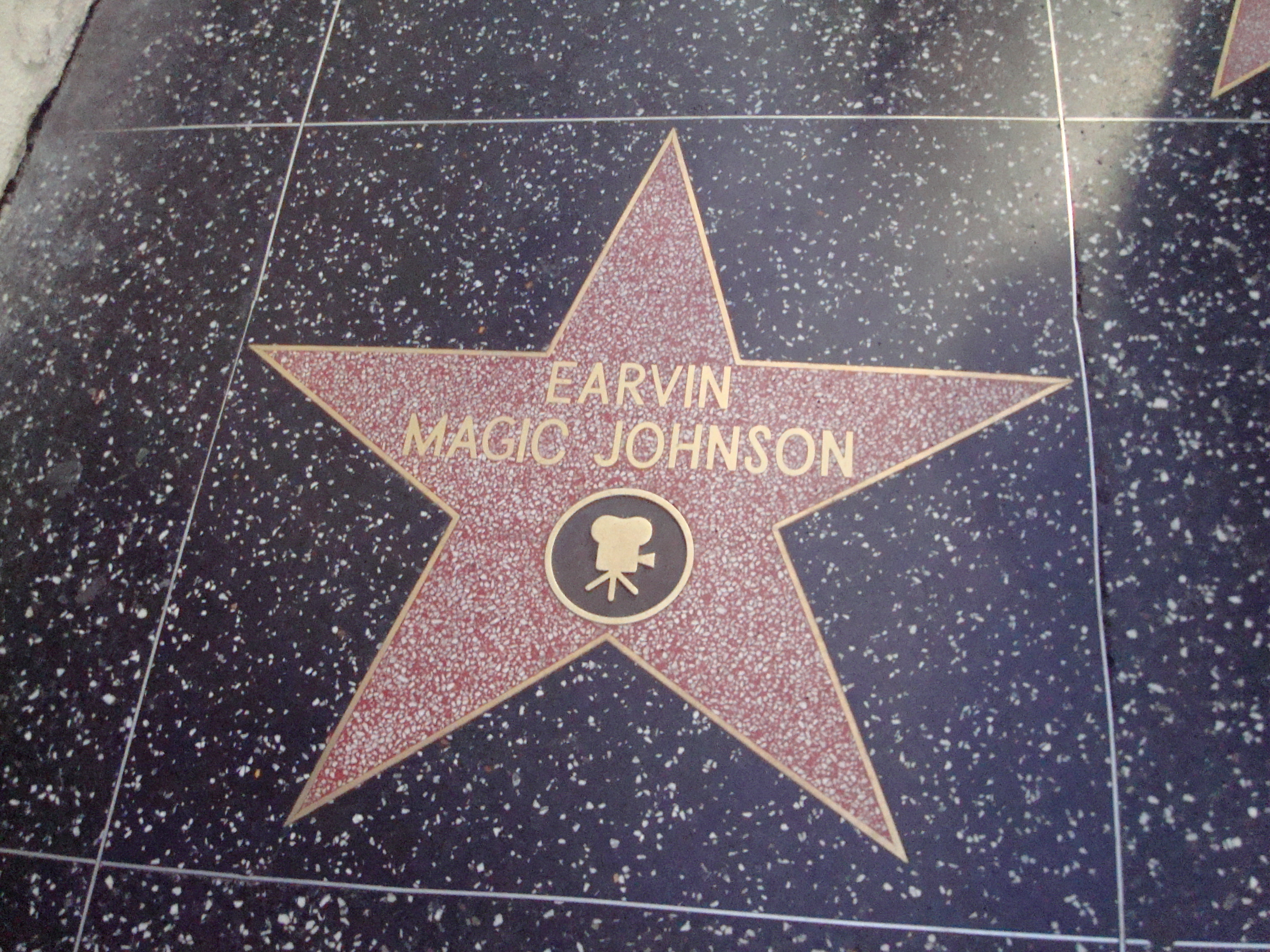
نجمة جونسون في ممشى المشاهير في هوليوود

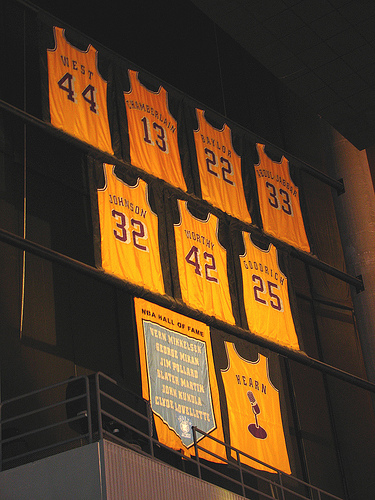
اعتزل ليكرز القميص رقم 32 لجونسون في عام 1992.

- بطل الدوري الأمريكي للمحترفين 10 مرات (خمسة كلاعب، وخمسة كمالك/تنفيذي)[136]
- ثلاث مرات إن بي أي اللاعب الأكثر قيمة[137]
- ثلاث مرات اللاعب الأكثر قيمة في النهائيات[44]
- تسع مرات في فريق كل-إن بي أي الفريق الأول[44]
- كل النجوم في الدوري الأمريكي للمحترفين 12 مرة[44]
- أفضل لاعب في لعبة كل النجوم مرتين[44]
- 1992 جائزة جيه والتر كينيدي للمواطنة[44]
- تم اختياره كواحد من أعظم 50 لاعباً في تاريخ الدوري الأمريكي للمحترفين في عام 1996
- تم اختياره في فريق إن بي أي الذكرى 75 في عام 2021[138]
- رقم 32 المتقاعَد من قبل ليكرز[139]
- تمثال أمام مركز ستابلز[140]

المنتخب الأمريكي
- الميدالية الأولمبية الذهبية 1992 (المنتخب الوطني الأمريكي)[141]

الرابطة الوطنية لرياضة الجامعات
- بطل الرابطة الوطنية لرياضة الجامعات 1979 (ولاية ميشيغان)[142]
- رقم 33 المتقاعَد من قبل ولاية ميشيغان[16]
- تمثال في ولاية ميشيغان[143]

المدرسة الثانوية
- 1977 بطل ولاية ميتشيغان الثانوية (مدرسة لانسينغ إيفريت الثانوية)

قاعات المشاهير
- مجند قاعة مشاهير نايسميث التذكارية مرتين:
  - 2002 - فرد
  - 2010 - عضو «فريق الأحلام»[15]
- قاعة مشاهير كرة السلة بالكلية (فئة 2006)[144]
- قاعة مشاهير الاتحاد الدولي لكرة السلة (فئة عام 2017 كعضو في «فريق الأحلام»)[145]
- نجمة على ممشى المشاهير في هوليوود[146]

ملكية رياضية
- بطل إن بي أي النسائية 2016 (بصفته مالكًا جزئيًا لسباركس)[136]
- بطل بطولة العالم لعام 2020 (بصفته مالكًا جزئيًا لـ دودجرز)[27]

جوائز NAACP للصور
- 1992 جائزة جاكي روبنسون الرياضية[147]

ترفيه
- 1993 جائزة غرامي (أفضل ألبوم منطوق)[148]

## إحصائيات إن بي أي المهنية

### موسم عادي
| السنة    | الفريق           | لعب | بدأ | دقيقة | ميداني% | ثلاثية | حرة   | ارتداد | صنع   | استلاب | تصدي | نقطة |
| -------- | ---------------- | --- | --- | ----- | ------- | ------ | ----- | ------ | ----- | ------ | ---- | ---- |
| 1979–80  | لوس أنجلوس ليكرز | 77  | 72  | 36.3  | .530    | .226   | .810  | 7.7    | 7.3   | 2.4    | 0.5  | 18.0 |
| 1980–81  | لوس أنجلوس ليكرز | 37  | 35  | 37.1  | .532    | .176   | .760  | 8.6    | 8.6   | 3.4*   | 0.7  | 21.6 |
| 1981–82  | لوس أنجلوس ليكرز | 78  | 77  | 38.3  | .537    | .207   | .760  | 9.6    | 9.5   | 2.7*   | 0.4  | 18.6 |
| 1982–83  | لوس أنجلوس ليكرز | 79  | 79  | 36.8  | .548    | .000   | .800  | 8.6    | 10.5* | 2.2    | 0.6  | 16.8 |
| 1983–84  | لوس أنجلوس ليكرز | 67  | 66  | 38.3  | .565    | .207   | .810  | 7.3    | 13.1* | 2.2    | 0.7  | 17.6 |
| 1984–85  | لوس أنجلوس ليكرز | 77  | 77  | 36.1  | .561    | .189   | .843  | 6.2    | 12.6  | 1.5    | 0.3  | 18.3 |
| 1985–86  | لوس أنجلوس ليكرز | 72  | 70  | 35.8  | .526    | .233   | .871  | 5.9    | 12.6* | 1.6    | 0.2  | 18.8 |
| 1986–87  | لوس أنجلوس ليكرز | 80  | 80  | 36.3  | .522    | .205   | .848  | 6.3    | 12.2* | 1.7    | 0.4  | 23.9 |
| 1987–88  | لوس أنجلوس ليكرز | 72  | 70  | 36.6  | .492    | .196   | .853  | 6.2    | 11.9  | 1.6    | 0.2  | 19.6 |
| 1988–89  | لوس أنجلوس ليكرز | 77  | 77  | 37.5  | .509    | .314   | .911* | 7.9    | 12.8  | 1.8    | 0.3  | 22.5 |
| 1989–90  | لوس أنجلوس ليكرز | 79  | 79  | 37.2  | .480    | .384   | .890  | 6.6    | 11.5  | 1.7    | 0.4  | 22.3 |
| 1990–91  | لوس أنجلوس ليكرز | 79  | 79  | 37.1  | .477    | .320   | .906  | 7.0    | 12.5  | 1.3    | 0.2  | 19.4 |
| 1995–96  | لوس أنجلوس ليكرز | 32  | 9   | 29.9  | .466    | .379   | .856  | 5.7    | 6.9   | 0.8    | 0.4  | 14.6 |
| مسيرة    | مسيرة            | 906 | 870 | 36.7  | .520    | .303   | .848  | 7.2    | 11.2  | 1.9    | 0.4  | 19.5 |
| أول-ستار | أول-ستار         | 11  | 10  | 30.1  | .489    | .476   | .905  | 5.2    | 11.5  | 1.9    | 0.6  | 16.0 |

### تصفيات
| السنة | الفريق           | لعب | بدأ | دقيقة | ميداني% | ثلاثية | حرة  | ارتداد | صنع  | استلاب | تصدي | نقطة |
| ----- | ---------------- | --- | --- | ----- | ------- | ------ | ---- | ------ | ---- | ------ | ---- | ---- |
| 1980 ‏ | لوس أنجلوس ليكرز | 16  | 16  | 41.1  | .518    | .250   | .802 | 10.5   | 9.4  | 3.1    | 0.4  | 18.3 |
| 1981 ‏ | لوس أنجلوس ليكرز | 3   | 3   | 42.3  | .388    | .000   | .650 | 13.7   | 7.0  | 2.7    | 1.0  | 17.0 |
| 1982 ‏ | لوس أنجلوس ليكرز | 14  | 14  | 40.1  | .529    | .000   | .828 | 11.3   | 9.3  | 2.9    | 0.2  | 17.4 |
| 1983 ‏ | لوس أنجلوس ليكرز | 15  | 15  | 42.9  | .485    | .000   | .840 | 8.5    | 12.8 | 2.3    | 0.8  | 17.9 |
| 1984 ‏ | لوس أنجلوس ليكرز | 21  | 21  | 39.9  | .551    | .000   | .800 | 6.6    | 13.5 | 2.0    | 1.0  | 18.2 |
| 1985 ‏ | لوس أنجلوس ليكرز | 19  | 19  | 36.2  | .513    | .143   | .847 | 7.1    | 15.2 | 1.7    | 0.2  | 17.5 |
| 1986 ‏ | لوس أنجلوس ليكرز | 14  | 14  | 38.6  | .537    | .000   | .766 | 7.1    | 15.1 | 1.9    | 0.1  | 21.6 |
| 1987 ‏ | لوس أنجلوس ليكرز | 18  | 18  | 37.0  | .539    | .200   | .831 | 7.7    | 12.2 | 1.7    | 0.4  | 21.8 |
| 1988 ‏ | لوس أنجلوس ليكرز | 24  | 24  | 40.2  | .514    | .500   | .852 | 5.4    | 12.6 | 1.4    | 0.2  | 19.9 |
| 1989 ‏ | لوس أنجلوس ليكرز | 14  | 14  | 37.0  | .489    | .286   | .907 | 5.9    | 11.8 | 1.9    | 0.2  | 18.4 |
| 1990 ‏ | لوس أنجلوس ليكرز | 9   | 9   | 41.8  | .490    | .200   | .886 | 6.3    | 12.8 | 1.2    | 0.1  | 25.2 |
| 1991 ‏ | لوس أنجلوس ليكرز | 19  | 19  | 43.3  | .440    | .296   | .882 | 8.1    | 12.6 | 1.2    | 0.0  | 21.8 |
| 1996 ‏ | لوس أنجلوس ليكرز | 4   | 0   | 33.8  | .385    | .333   | .848 | 8.5    | 6.5  | 0.0    | 0.0  | 15.3 |
| مسيرة | مسيرة            | 190 | 186 | 39.7  | .506    | .241   | .838 | 7.7    | 12.3 | 1.9    | 0.3  | 19.5 |

## روابط خارجية
- ماجيك جونسون على موقع IMDb (الإنجليزية)
- ماجيك جونسون على موقع الموسوعة البريطانية (الإنجليزية)
- ماجيك جونسون على موقع ألو سيني (الفرنسية)
- ماجيك جونسون على موقع ميوزك برينز (الإنجليزية)
- ماجيك جونسون على موقع أول موفي (الإنجليزية)
- ماجيك جونسون على موقع قاعدة بيانات برودواي على الإنترنت (الإنجليزية)
- ماجيك جونسون على موقع قاعدة بيانات الأفلام السويدية (السويدية)
- ماجيك جونسون على موقع إن إن دي بي (الإنجليزية)
- ماجيك جونسون على موقع قاعدة بيانات الفيلم (الإنجليزية)
- ماجيك جونسون على موقع كينوبويسك (الروسية)
- ماجيك جونسون على موقع الاتحاد الدولي لكرة السلة (الإنجليزية)
- ماجيك جونسون على موقع إن بي أي (الإنجليزية)
- ماجيك جونسون على موقع سبورتس رفرنس (الإنجليزية)
- ماجيك جونسون على موقع كرة السلة الأوروبية.كوم (الإنجليزية)
- ماجيك جونسون على موقع كلية كرة السلة في سبورتس رفرنس.كوم (الإنجليزية)
- ماجيك جونسون على موقع ريلجم (الإنجليزية)
- ماجيك جونسون على موقع بروبوليرز (الإنجليزية)
- ماجيك جونسون على موقع قاعة المشاهير الجامعة الوطنية لكرة السلة (الإنجليزية)
- ماجيك جونسون على موقع سبورتس رفرنس (الإنجليزية)
- ماجيك جونسون على موقع سبورتس رفرنس (الإنجليزية)